# شتفنسهاگن
شتفنسهاگن (به آلمانی: Steffenshagen) یک شهر در آلمان است که در باد دوبران-لاند واقع شده‌است. شتفنسهاگن ۵۰۰ نفر جمعیت دارد.